# Albrecht (Sachsen-Wittenberg)

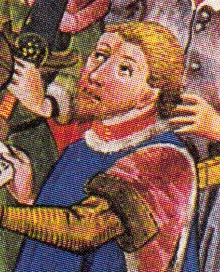
Albrecht von Sachsen-Wittenberg auf einer Darstellung aus der Lüneburger Sachsenspiegelhandschrift von 1442

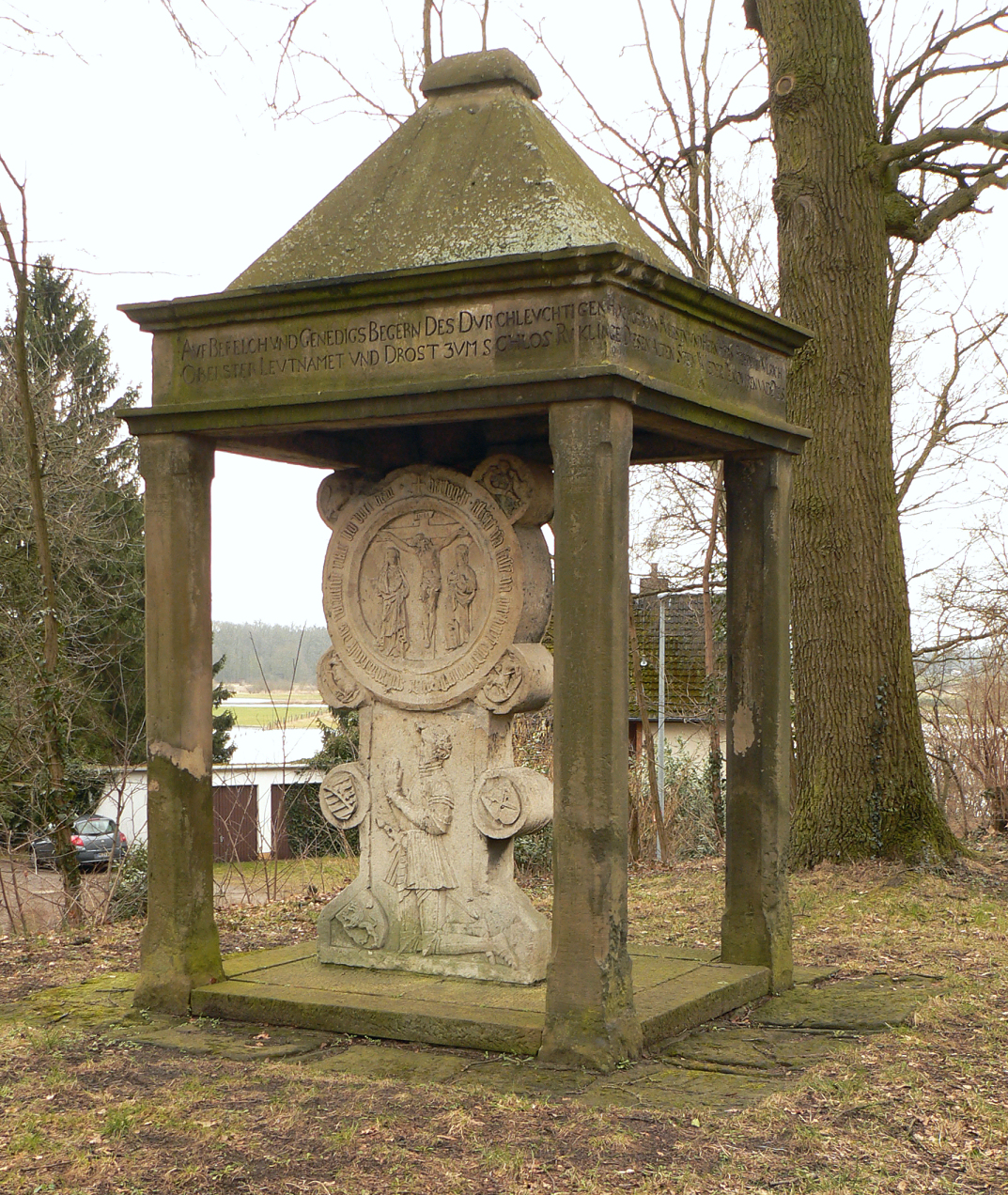
Herzog-Albrecht-Denkmal in Schloß Ricklingen

Albrecht von Sachsen-Wittenberg († 28. Juni 1385 in Neustadt am Rübenberge) war gemeinsam mit seinem Onkel Wenzel von Sachsen-Wittenberg Fürst von Lüneburg.

## Leben
Er war der Sohn von Otto von Sachsen-Wittenberg († 30. März 1350), einem jüngeren Sohn des Kurfürsten und Herzogs Rudolf I. von Sachsen-Wittenberg aus dem Geschlecht der Askanier. Obwohl er keine Besitzungen im Herzogtum Sachsen hatte, führte er als Enkel Rudolfs die Titularwürde eines Herzogs von Sachsen(-Wittenberg).
Seine Mutter war Elisabeth, Tochter des Herzogs Wilhelm II. von Braunschweig-Lüneburg. Nachdem sein Großvater Wilhelm II. ohne männliche Nachkommen gestorben war, belehnte Kaiser Karl IV. Albrecht gemeinsam mit dessen Onkel Wenzel mit dem Fürstentum Lüneburg. Ein Neffe dritten Grades Wilhelms II., Magnus II. aus der Braunschweiger Linie der Welfen erhob jedoch ebenfalls Erbansprüche auf das Fürstentum und begann Teile davon in Besitz zu nehmen, woraufhin sich der Lüneburger Erbfolgekrieg entfaltete. 1374 kam es zu einem Friedensvertrag mit den Söhnen des zwischenzeitlich verstorbenen Magnus. Dieser sah eine abwechselnde Regierung des Fürstentums vor und sollte durch eine Heirat Albrechts mit Magnus’ Witwe, Katharina von Anhalt-Bernburg, bekräftigt werden. 1378 wählte Albrecht Celle als seine Residenz. Albrecht wurde am 16. April 1385 bei der Belagerung der Wasserburg Ricklingen durch das Geschoss einer Blide (steinschleudernde Belagerungswaffe) verwundet. Er erlag der Verletzung am 28. Juni 1385 in Neustadt am Rübenberge. Zur Erinnerung an ihn wurde in Schloß Ricklingen das Herzog-Albrecht-Denkmal errichtet.
Da er keine männlichen Nachkommen hinterließ, übernahm mit seinem Tod sein Onkel und Mitregent Wenzel vorerst die alleinige Herrschaft über das Fürstentum Lüneburg.

## Ehe und Nachkommen
Albrecht von Sachsen-Wittenberg heiratete 1374 als deren zweiter Ehegatte Katharina von Anhalt-Bernburg († 1390), Tochter des Bernhard III. von Anhalt-Bernburg. Er hatte mit ihr eine Tochter:
- Helene von Sachsen (* 1385)